# سوميلو بوبي مايجا
سوميلو بوبي مايجا (بالفرنسية: Soumeylou Boubèye Maïga)‏ (مواليد 8 يونيو 1954) سياسي مالي، شغل منصب رئيس وزراء مالي بين 30 ديسمبر 2017 و18 أبريل 2019. زعيم التحالف من أجل التضامن في مالي، خدم سابقا في حكومة مالي وزيرا للخارجية في عهد الرئيس أحمد توماني توري من 5 أبريل 2011 حتى انقلاب مارس 2012. وشغل فيما بعد منصب وزير الدفاع من 2013 إلى 2014، وكان الأمين العام للرئاسة من 2016 إلى 2017.

## مسيرته
بصفته النائب الأول لرئيس التحالف من أجل الديمقراطية في مالي، عارض مايجا قرار الحزب بدعم محاولة الرئيس أحمد توماني توري لإعادة انتخابه في الانتخابات الرئاسية في أبريل 2007، وبالتالي تم طرده من الحزب.
إلى جانب العديد من الوزراء الآخرين، تم اعتقاله أثناء الانقلاب عندما اقتحم جنود من المتمردين القصر الرئاسي في 22 مارس 2012.  في 25 مارس، بدأ إضراباً عن الطعام مع 13 مسؤولاً معتقلاً آخر احتجاجاً على اعتقاله.
بعد فوز إبراهيم أبو بكر كيتا في الانتخابات الرئاسية لعام 2013، تم تعيين مايجا في الحكومة كوزير للدفاع في 8 سبتمبر 2013. تم استبداله بباه نداو بعد هزيمة الجيش على يد متمردي الطوارق في كيدال في مايو 2014. على الرغم من أن البعض ألقى باللوم عليه في الهزيمة، اعتقد آخرون أنه استُخدم كبش فداء.
في 29 أغسطس 2016، تم تعيينه أمينًا عامًا لرئاسة الجمهورية بدرجة وزير.
تم تعيين مايجا رئيسًا للوزراء في 30 ديسمبر 2017. استقال في 18 أبريل 2019 وسط احتجاجات شعبية عقب مذبحة الفولاني.